# تغريب

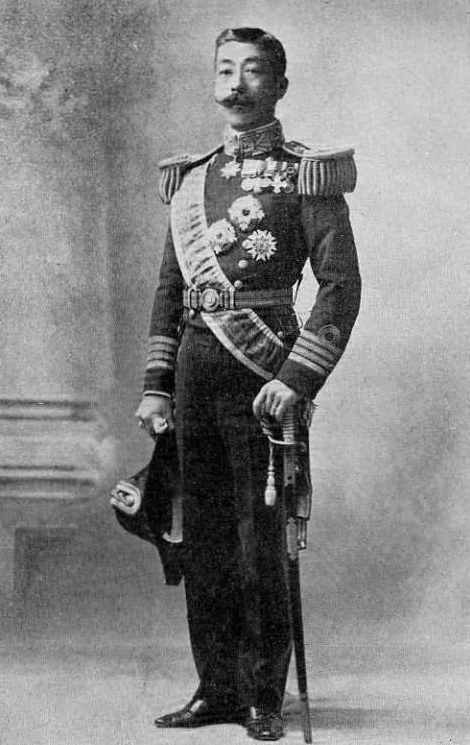
مثال للتأورب في فترة مييجي في اليابان الأمير هيجاشيفوشيمي يوريهيتو يرتدي زي البحري الأوربي وفي يده القفازات البيضاء وتبرز الكتفية على كاهليه والأوسمة والقبعة.

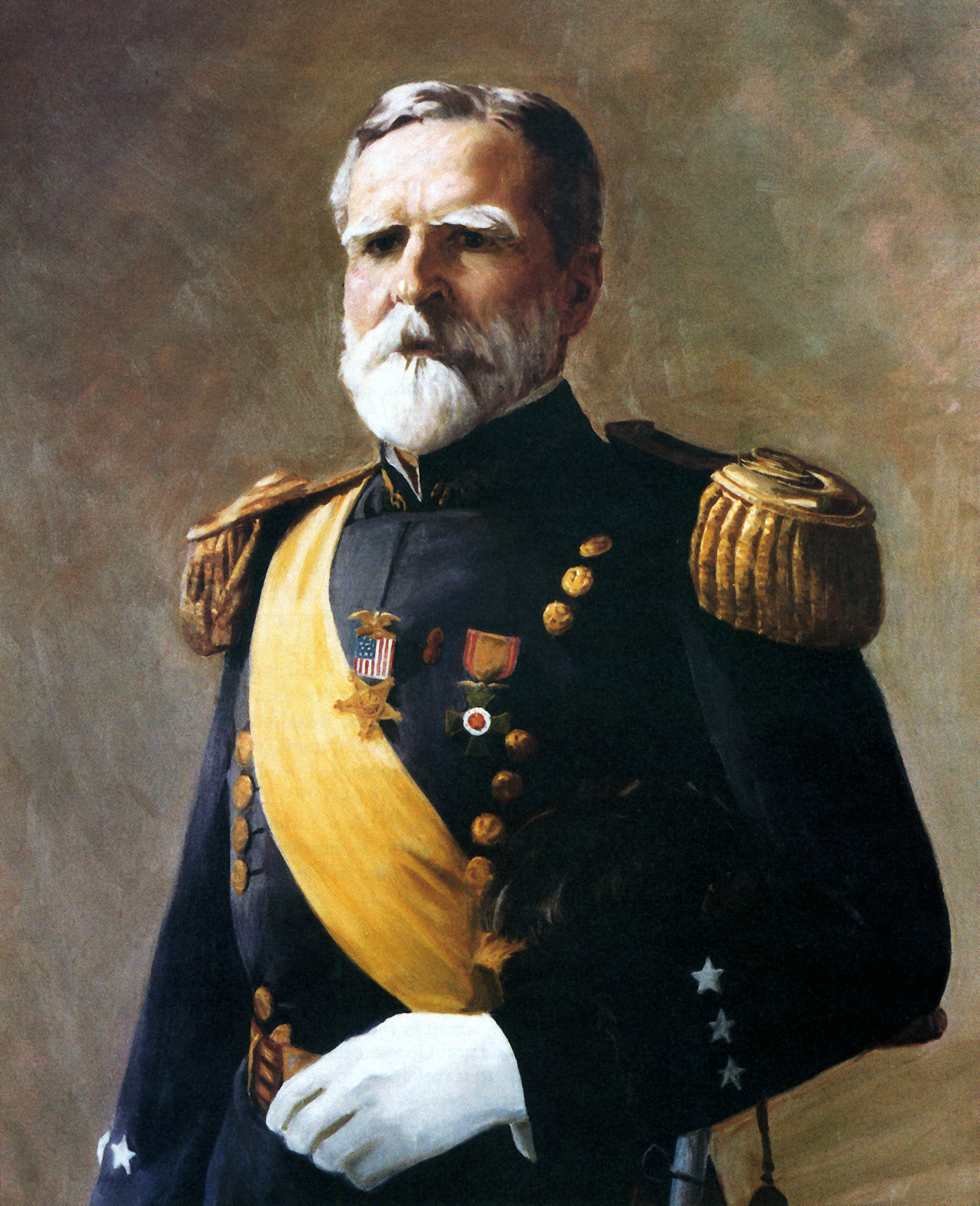
يظهر تشابه بين الفريق الأول جون بيتس في زيه الأمريكي والأمير الياباني.

التغريب هو تيار فكري كبير ذو أبعاد سياسية واجتماعية وثقافية وفنية، يرمي إلى صبْغ حياة الأمم، بأسلوب الغرب، ويرجع ذلك لأهداف أهمها التبعية الكاملة للحضارة الغربية.

## الأفكار والمعتقدات
ألف المستشرق الإنجليزي جب كتاب اسمه إلى أين يتجه الإسلام، الذي يقول فيه: «من أهم مظاهر سياسة التغريب في العالم الإسلامي تنمية الاهتمام ببعث الحضارات القديمة».وقد أعلن في بحثه هذا صراحة أن هدفه معرفة إلى أي مدى وصلت حركة تغريب الشرق وما هي العوامل التي تحول دون تحقيق هذا التغريب. و يقول لورنس براون: «إن الخطر الحقيقي كامن في نظام الإسلام وفي قدرته على التوسع والإخضاع وفي حيويته. إنه الجدار الوحيد في وجه الاستعمار الغربي». ولهذا فلابد من الدعوة إلى أن يطبع المسلمون بالطابع الغربي.